# Reserviert für den Tod
Reserviert für den Tod ist ein deutscher Kriminalfilm der DEFA von Heinz Thiel aus dem Jahr 1963.

## Handlung
Ingenieur Erich Becker hat sich einst mit Geldern von der BRD ködern lassen. Als er dem Wissenschaftler Jadenburg im Westauftrag einen Brief mit einem versteckten Fluchtangebot in den Westen überbrachte – Jadenburg hat Anspruch auf monatliche Rente im Westen –, wurde der Fall seinem Vorgesetzten Harry Korb überbracht, der ihm wenige Stunden für die Flucht gab. Becker floh in den Westen, wurde eher unfreiwillig BRD-Spion und lebt in Stockholm. Nun wurde er für einen neuen Auftrag zurück nach Frankfurt am Main zitiert. Er soll den Interzonenzug nach Erfurt besteigen. Genaue Anweisungen erhält er erst im Zug.
In den Zug steigt die junge Hanna zu. Sie ist die Tochter Jadenburgs und soll ihren Vater zur Flucht in den Westen überreden. Hanna eröffnet Becker, dass in Fulda ein Mann zusteigen soll. Dieser gibt zwar vor, auf der Seite der BRD zu stehen, ist jedoch in Wirklichkeit ein Spion aus dem Osten und soll von Becker noch vor Überfahrt in den Osten liquidiert werden: Becker soll ihn zu einer bestimmten Zeit aus dem Zug stoßen. Der Überläufer entpuppt sich als Harry Korb. Becker will ihm eine faire Chance geben und eröffnet ihm, dass er ihn liquidieren soll. Harry wiegelt ab, sei er doch kein Spion. Er eröffnet Becker den Sinn der Reise nach Erfurt und lüftet das Geheimnis um die Identität Hannas, die Jadenburgs Tochter sei. Becker, der nie Spion für die BRD sein wollte, beschließt, sich gemeinsam mit Harry in der DDR zu stellen, und Harry stimmt zu. Da noch ein weiterer Mann als Aufpasser im Zug sein soll, wollen beide die Tötung Harrys nachstellen und Harry will, statt zu fallen, auf das Trittbrett des Zuges steigen. Becker öffnet die Zugtür und wird von Harry in die Tiefe gestoßen. Harry diente in Wirklichkeit als Köder, um die Verlässlichkeit Beckers zu prüfen – Becker versagte und wurde deswegen getötet.
Jadenburg ist unterdessen in Erfurt angekommen, wo er eigentlich auf seine Tochter warten will. Stattdessen eröffnen ihm Männer des MfS, dass die BRD ihn abwerben will. Hanna wiederum will in den Osten überlaufen, doch hat sie mit Harry nun einen unerwarteten Aufpasser an ihrer Seite. Wenn sie im Osten bleibt, droht Harry ihr mit steckbrieflicher Suche im Westen. Der Zug erreicht die DDR. Bei einem Halt in Wartha findet die allgemeine Passkontrolle statt. Als das MfS erkennt, dass statt Becker ein fremder Mann in Hannas Abteil sitzt, wird es aktiv. Hanna gelingt die Flucht aus dem Zug und das MfS verhaftet Harry noch im Zug.

## Produktion
Am 6. Juni 1963 wurde Reserviert für den Tod im Berliner Kino Babylon uraufgeführt.
Am 14. August 2007 veröffentlichte Icestorm den Film auf DVD.
Kritiker nannten Reserviert für den Tod rückblickend einen „Film aus der Zeit der Agentenpsychose in Ost und West.“ Typisch für derartige DEFA-Filme war in dieser Zeit, dass die Kriminalität stets von außerhalb des Landes in die DDR kam und erst durch den Einsatz des MfS besiegt werden konnte. Andere, ähnliche Filme waren z. B. For Eyes Only (1963) und Schwarzer Samt (1964).

## Kritik
Die zeitgenössische Kritik lobte Reserviert für den Tod als einen „recht diskutable[n], über dem Durchschnitt des Kinoalltags stehende[n] Kriminalfilm, dessen gute Aufnahme beim Publikum gewiß sein dürfte.“
Für das Lexikon des internationalen Films war Reserviert für den Tod ein „reißerischer, dicht inszenierter und schauspielerisch ansehnlicher Agentenfilm, dessen Handlung beinahe ausschließlich auf engstem Raum im Zug spielt.“ Auch Cinema befand: „Dicht inszenierter Defa-Reißer von Heinz Thiel.“